# Église Saint-Honoré de Cagny
Pour les articles homonymes, voir Église Saint-Honoré.
L'église Saint-Honoré de Cagny est située à Cagny, dans le département de la Somme, dans la communauté d'agglomération Amiens Métropole.

## Historique
L'église actuelle a été agrandie dans la seconde moitié du XIXe siècle sous l'impulsion du baron Latapie, maire de la commune, Cagny étant alors un village. L'architecte Henri Antoine élabora un projet en 1864 qui fut refusé. Eugène Viollet-le-Duc, chargé alors de la restauration de la cathédrale d'Amiens donna son accord pour l'agrandissement de l'église préconisant de garder le chœur de l'ancienne église, ce qui fut fait.

## Caractéristiques

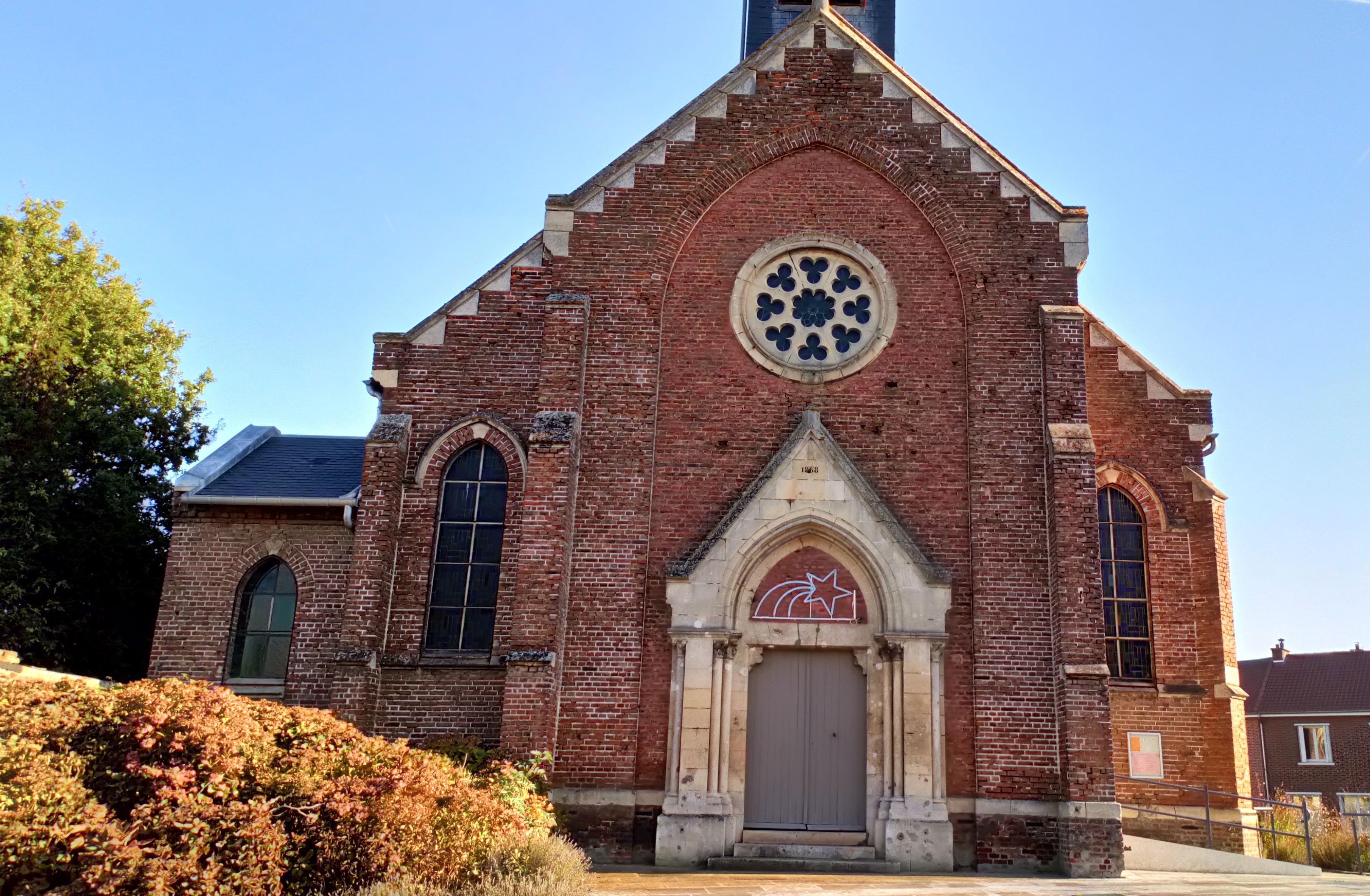

Le monument est construit en brique pour la nef et en pierre pour le chœur. La partie la plus ancienne de l'édifice est le chœur dont la construction en pierre calcaire remonte à 1614. Il est renforcé de contreforts en pierre et en brique au chevet.
La façade est percée d'un portail surmonté d'une rosace. Un clocher en flèche domine le toit recouvert d'ardoise. La nef fut reconstruite et agrandie de deux bas-côtés pour répondre au besoin de fidèles plus nombreux. Cet agrandissement permit la création de deux chapelles latérales et d'une chapelle pour les fonts baptismaux. La façade de brique est percée d'un portail en pierre portant l'inscription 1868, elle se termine par un pignon triangulaire encadré de pierre. Le clocher situé au-dessus de la première travée de la nef est surmonté d'un toit en flèche recouvert d'ardoise.  
À l'intérieur de l'église sont conservés, une grotte artificielle et des colonnes de fonte à chapiteaux ouvragés réalisées par le fondeur amiénois Morvillez.